# Rudolf Fochler
Rudolf Fochler (* 16. Januar 1914 in Freiwaldau-Gräfenberg; † 28. Dezember 2001 in Linz) war ein österreichischer Redakteur, Moderator, Pädagoge, Musiker und Volkskundler.

## Leben und Wirken
Rudolf Fochler wurde als Sohn eines Schlossermeisters in der mährisch-schlesischen Stadt Jeseník (Freiwaldau-Gräfenberg) geboren. Nach der Matura und Abschluss der Musikschule in Troppau (Orgel, Klavier, Violine und Cello) absolvierte er in Prag die Deutsche Lehrerbildungsanstalt und studierte Musikwissenschaft und Volkskunde an der Deutschen Universität Prag. Er wurde Lehrer bei Zips in der Slowakei und engagierte sich dort auch in der Volkskultur.
Von 1939 bis 1945 war er leitender Referent für deutschsprachige Sendungen beim Slowakischen Rundfunk in Pressburg.
1945 wurde die Familie Fochler aus der Slowakei vertrieben und kam schließlich nach Oberösterreich, wo er zunächst als Hilfsarbeiter in der Landwirtschaft und später als Organist und Chorleiter der Pfarre Peuerbach tätig war.
Ab 1951 war Fochler Mitarbeiter des ORF Oberösterreich, wo er für Radio Linz vor allem in den Bereichen Theater, Kultur und Volkskunde tätig war und Radiosendungen moderierte. 1961 promovierte er an der Universität Graz zum Dr. phil. Von 1968 bis 1977 war er Leiter der Abteilung Volkskultur des ORF Oberösterreich.
Fochler unterrichtete außerdem am Brucknerkonservatorium Linz und bei Volksbildungswerken. 1971 wurde er nach Hans Commendas Tod Leiter des OÖ Volksliedwerks. Er war Mitglied der Innviertler Künstlergilde und Funktionär der Sudetendeutschen Landsmannschaft.

## Auszeichnungen
- Förderungspreis für Erwachsenenbildung
- Denkmalschutz-Medaille
- Adalbert Stifter Medaille
- Titel Konsulent für Volkskultur und Heimatpflege der OÖ Landesregierung
- Verleihung des Berufstitels Professor durch den Bundespräsidenten (1973)

## Publikationen
- Der Hörfunk. Ein Weg der Volksbildung. Verlag Neue Volksbildung, Wien 1964
- Trachten aus Österreich.  Verlag Weisermühl, Wels, München 1965
- Von Neujahr bis Silvester. Volkstümliche Termine in Oberösterreich. Oberösterreichischer Landesverlag, Linz 1971
- Freizeitführer Mühlviertel. Linz, Oö. Landesverlag, 1984
- In den Wipfeln der Bäume. Vom Baum in Brauchtum u. Glauben. Linz, OÖ Landesverlag, 1985